# Artillería Pesada
Artillería Pesada fue una agrupación mexicana de rap con base en la ciudad de Monterrey, México.

## Historia
Considerada como la iniciadora de la Avanzada regia junto a Zurdok y como el grupo pilar del hip hop nacional. Es conocida también por albergar a miembros de dos grupos importantes en la escena: Control Machete y Cartel de Santa, por lo que se le consideraba como "súper grupo" por sus seguidores. 
El proyecto surgió en 1999, en los barrios metropolitanos de Monterrey, cuando un grupo de jóvenes admiradores del rap decidieron componer y plasmar sus experiencias vividas en la ciudad, así como su estilo de vida.
Así nace "Artillería Pesada", de la mano de Fermin IV Caballero, Erick "Piochaz" Santos, Miguel "Maigaz" Alvarado y Jorge "Javu" Vallejo; más adelante se les uniría Eduardo Dávalos de Luna conocido como "Babo", Alan "Dharius" Maldonado y Patricio Elizalde alias "Pato".
Al grabar varios samples en el LP homónimo, se les consideraría pioneros de rap cantado puramente en español en México, ya que existían grupos cuya formación había sido en los Estados Unidos y eran considerados "chicanos" o "pochos", los cuales pese a ser de origen mexicano o descender de mexicanos, no cantaban en español.

## Separación y futuro de sus exintegrantes
La agrupación se separó en 2003, debido a diferencias entre sus integrantes. Así como al ascenso comercial de Control Machete, proyecto entonces alterno de Fermin IV y Pato junto con otro integrante conocido como "Dj Toy", quienes habían firmado con Universal Music Group y su subsidiaria PolyGram para la grabación y publicación del álbum Mucho Barato. 
Además del surgimiento de "Flor del Lingo", después llamado "Lingo Squad", fundado por "Piochaz" y "Maigaz", quienes pronto se enemistarían con Babo, Dharius y Rowan Rabia (mono).                                                                                                                                          "Javu", salido del Grupo de Rap regio Bastardoz, junto con Dj Blunt, fundó en 2005 Hydrogríficos, compañía discográfica independiente y marca de ropa urbana mexicana. En  2019, sacaron su más nuevo material llamado Mont-King disponible en todas las plataformas digitales.
Eduardo Dávalos de Luna "Babo", junto con "Mono" y "Dharius" formarían Cartel de Santa, grupo que alcanzaría la fama hasta años después, en 2002 tras lanzar su disco Cartel de Santa de la mano de Sony Music, un éxito rotundo a nivel nacional e internacional en años posteriores, e incluso superando a sus antiguos colegas de Control Machete, quienes entrarían en un hiato en un par de años.

## Discografía
- Artillería Pesada (1999)
  - "Bien o mal"
  - "Artillería Pesada"
  - "Gatilleros de la Rima"
  - "Fortaleza"
  - "Despegue"
  - "Aquí"
  - "Poesía"

## Miembros
- Patricio Elizalde, "Pato" - Control Machete.
- Eduardo Dávalos de Luna, "Babo" - Cartel de Santa.
- Erick Santos, "Piochaz" - Flor del Lingo, Lingo Squad.
- Alan Maldonado, "Dharius" - Punto Demente, Cartel de Santa, y como solista.
- Fermín Caballero, "Fermín IV" - Control Machete.
- Jorge Alberto Vallejo Uribe, "Javu" - Bastardoz, Artillería Pesada, y como solista.
- Román Rodríguez, "Mono" - Cartel de Santa.
- Antonio Hernández, "Dj Toy" - Control Machete.
- Miguel Alvarado Arizpe, "Maigaz" - Flor del Lingo, Lingo Squad.